# Стефані Мурата
Стефані Мурата (англ. Stephanie Murata; нар. 16 жовтня 1970) — американська борчиня вільного стилю, срібна призерка чемпіонату світу, триразова чемпіонка та бронзова призерка Панамериканських чемпіонатів, бронзова призерка Панамериканських ігор, срібна та бронзова призерка Кубків світу. Срібна призерка чемпіонату світу з греплінгу без кімоно.

## Життєпис
Боротьбою почала займатися з 1993 року.
Виступала за борцівський клуб «Sunkist Kids» Фінікс. Тренери — Владислав Ізбойников, Террі Стейнер.
У період з 1996 по 2002 роки щороку ставала чемпіонкою США. Змагалася у ваговій категорії до 51 кг, але коли жіночу боротьбу включили до програми Олімпійських ігор, змушена була змінити звичну і комфортну для себе, але не олімпійську вагову категорію на важчу — до 55 кг, але їй так і не вдалося потрапити на Олімпіаду.

## Спортивні результати на міжнародних змаганнях

### Виступи на Чемпіонатах світу
| Змагання                                    | Збірна | Вагова категорія              | Місце  |
| ------------------------------------------- | ------ | ----------------------------- | ------ |
| Чемпіонат світу з боротьби 1996             | США    | жіноча боротьба, до 53 кг     | 7      |
| Чемпіонат світу з боротьби 1997             | США    | жіноча боротьба, до 56 кг     | 11     |
| Чемпіонат світу з боротьби 1998             | США    | жіноча боротьба, до 51 кг     | 4      |
| Чемпіонат світу з боротьби 1999             | США    | жіноча боротьба, до 51 кг     | 4      |
| Чемпіонат світу з боротьби 2001             | США    | жіноча боротьба, до 51 кг     | Срібло |
| Чемпіонат світу з боротьби 2002             | США    | жіноча боротьба, до 51 кг     | 10     |
| Чемпіонат світу з боротьби 2005             | США    | жіноча боротьба, до 51 кг     | 7      |
| Чемпіонат світу з боротьби 2007             | США    | жіноча боротьба, до 48 кг     | 5      |
| Чемпіонат світу з боротьби з греплінгу 2009 | США    | жінки, без кімоно, до 55 кг]] | Срібло |

### Виступи на Панамериканських чемпіонатах
| Змагання                                   | Збірна | Вагова категорія          | Місце  |
| ------------------------------------------ | ------ | ------------------------- | ------ |
| Панамериканський чемпіонат з боротьби 1997 | США    | жіноча боротьба, до 56 кг | Золото |
| Панамериканський чемпіонат з боротьби 1998 | США    | жіноча боротьба, до 56 кг | Бронза |
| Панамериканський чемпіонат з боротьби 2001 | США    | жіноча боротьба, до 51 кг | Золото |
| Панамериканський чемпіонат з боротьби 2002 | США    | жіноча боротьба, до 55 кг | Золото |

### Виступи на Панамериканських іграх
| Змагання                  | Збірна | Вагова категорія          | Місце  |
| ------------------------- | ------ | ------------------------- | ------ |
| Панамериканські ігри 2007 | США    | жіноча боротьба, до 48 кг | Бронза |

### Виступи на Кубках світу
| Змагання                    | Збірна | Вагова категорія          | Місце  |
| --------------------------- | ------ | ------------------------- | ------ |
| Кубок світу з боротьби 2004 | США    | жіноча боротьба, до 51 кг | Срібло |
| Кубок світу з боротьби 2005 | США    | жіноча боротьба, до 51 кг | 5      |
| Кубок світу з боротьби 2006 | США    | жіноча боротьба, до 48 кг | Бронза |

### Виступи на інших змаганнях
| Змагання                               | Збірна | Вагова категорія          | Місце  |
| -------------------------------------- | ------ | ------------------------- | ------ |
| Міжнародний меморіал Дейва Шульца 2000 | США    | жіноча боротьба, до 51 кг | Золото |
| Міжнародний меморіал Дейва Шульца 2002 | США    | жіноча боротьба, до 51 кг | Золото |
| Klippan Lady Open 2002                 | США    | жіноча боротьба, до 51 кг | Срібло |
| Міжнародний меморіал Дейва Шульца 2003 | США    | жіноча боротьба, до 55 кг | Бронза |
| Міжнародний меморіал Дейва Шульца 2005 | США    | жіноча боротьба, до 51 кг | Бронза |
| Міжнародний меморіал Дейва Шульца 2006 | США    | жіноча боротьба, до 48 кг | Золото |
| Klippan Lady Open 2006                 | США    | жіноча боротьба, до 48 кг | Бронза |
| Міжнародний меморіал Дейва Шульца 2007 | США    | жіноча боротьба, до 48 кг | Золото |
| Міжнародний меморіал Дейва Шульца 2008 | США    | жіноча боротьба, до 48 кг | Бронза |